# زبيدة بوعزوق
زبيدة بوعزوق (من مواليد 25 يناير 1976) هي لاعبة جودو جزائرية. حصلت على ميداليتين برونزيتين في منافسات فوق 70 كغ في كل من الألعاب البارالمبية الصيفية لعامي 2008 و2012.

## مسيرتها
وُلدت زبيدة بوعزوق في 25 يناير 1976، ومثلت الجزائر في رياضة الجودو. شاركت في منافسات فوق 70 كغ في الألعاب البارالمبية الصيفية 2008 في بكين، الصين. واجهت لاعبة الجودو الصينية يوان يانبينغ في نصف النهائي وخسرت، ثم واجهت الإسبانية سارة دي بينيس في مباراة الميدالية البرونزية. وفازت بالميدالية.
وفي دورة الألعاب العالمية في أنطاليا بتركيا تنافست زبيدة في كل من منافسات فوق 70 كغ وأقل من 78 كغ. حصلت على المركز الخامس في منافسات فوق 70 كغ، وحصلت على الميدالية الفضية في منافسات أقل 78 كغ. في دورة الألعاب البارالمبية 2012 في لندن، إنجلترا، واجهت بوعزوق يانبينغ في الجولة الأولى، التي فازت بالميدالية الذهبية في بكين. هزمت يانبينغ بوعزوق وحافظت على لقبها في لندن. فازت بوعزوق بالميدالية البرونزية بعد تغلبها على الفرنسية سيلين مانزولي.